# Igreja Católica no Lesoto
A Igreja Católica no Lesoto é parte da Igreja Católica universal, em comunhão com a liderança espiritual do Papa, em Roma, e da Santa Sé.

## História
A primeira missão católica foi formada em 1862 pelos Missionários Oblatos de Maria Imaculada do Vicariato Apostólico de Natal, na África do Sul. Denota-se os grandes esforços do padre José Gérard, que havia vindo de uma tentativa frustrada de evangelizar os zulus, no país vizinho. Ele foi beatificado pelo Papa São João Paulo II em 1988. A Prefeitura Apostólica da Basutolândia, criada em 8 de maio de 1894, foi elevada a vicariato apostólico em 1909, e a arquidiocese em 1951.
Em 1924, os oblatos estabeleceram um seminário e, em 1945, o Colégio Pio XII. Em 1951, quando a hierarquia sul-africana foi estabelecida, o vicariato tornou-se a Diocese de Maseru. Em 1961, Maseru foi elevada a Arquidiocese Metropolitana da Basutolândia. Em 1959, a Igreja ajudou a fundar o Partido Nacional da Basutolândia, que foi fundamental no movimento de independência do país. Em 1966, o Lesoto se tornou uma monarquia constitucional independente.

## Atualmente
Em 2001, o Papa São João Paulo II recebeu o embaixador do Lesoto junto à Santa Sé. O Papa afirmou que ao receber as Cartas Credenciais do representante lesotiano, transmitiu a ele próprio e ao Rei Letsie III, seus cumprimentos e orações. O santo afirmou:
| “ | A falta de progresso significa que os países menores, como o Lesoto, se tornam particularmente vulneráveis às pressões econômicas que acompanham o processo de globalização. Com efeito, há o perigo de que a globalização faça alargar o fosso já existente entre os ricos e os pobres, levando os países em vias de desenvolvimento, como o de Vossa Excelência, a enfrentar dificuldades cada vez maiores e desafios quase insuperáveis. Nesta situação, a Igreja continuará a trabalhar por uma globalização da solidariedade, em ordem a assegurar que os benefícios potenciais cheguem a todos os povos e alcancem cada um dos sectores da sociedade. | ” |
|   | — Discurso do Papa São João Paulo II ao embaixador do Lesoto junto à Santa Sé. |   |

As igrejas cristãs são muito ativas na área da educação: cerca de 80% das escolas do Lesoto são propriedades delas. Os professores destas escolas são pagos pelo Estado, que também define o currículo padrão. O país iniciou a educação primária gratuita no ano 2000, motivando a construção de muitas escolas públicas, algumas substituindo as escolas denominacionais. Contudo, a vasta maioria das escolas ainda está nas mãos da Igreja.
Houve tensões no final de julho de 2015, após o assassinato do ex-chefe de Estado do Exército, o General Maaparankoe Mahao. Os seus assassinos eram soldados.O Exército é dividido em facções, que lutam por poder e influência. Numa declaração publicada após o assassinato, a Conferência dos Bispos Católicos Sul-Africanos declarou: "Estamos chocados que um ato tão horrendo tenha sido cometido por alguns membros das forças de defesa do Lesoto. Esta medida reflete a situação em que se encontram muitas pessoas do povo basoto, de tal forma que não estão seguras no seu próprio país. Isto levanta receios e ameaças aos alicerces dos direitos humanos, sobretudo do direito à vida, e descarta os princípios democráticos nos quais muitas Constituições se baseiam".
Em 2016 o país foi castigado pelos efeitos do fenômeno El Niño, que provocou uma grande seca, causando escassez de água, fome, doenças e crise econômica. O governo fez apelos à Comunidade Internacional. O Papa Francisco fez uma doação de 400 mil dólares ao Lesoto. A contribuição foi enviada à conferência episcopal local. O núncio apostólico Dom Peter Bryan Wells afirmou que esse foi um gesto particularmente significativo, pois não é comum que o Papa faça doações desse tipo diretamente aos governos. O rei Letsie III agradeceu ao Papa pelos esforços da Igreja Católica no país.
Foram realizadas eleições parlamentares em 3 de junho de 2017. A Igreja Católica lesotiana auxiliou nesse processo, a fim de garantir a democracia no pleito, e a Comissão Justiça e Paz da Conferência dos Bispos Católicos do Lesoto, em colaboração com o Encontro Inter-Regional de Bispos Católicos da África Austral (IMBISA) afirmou: "As eleições foram pacíficas e bem organizadas. Embora alguns aspectos possam ser melhorados, enquanto Igreja local aplaudimos a forma como as eleições foram realizadas".

### AIDS
O Lesoto é um dos países com maior prevalência do vírus HIV do mundo: 22,9% da população adulta tem AIDS. Somente em 2002, cerca de 2 milhões de adultos morreram por complicações da doença na África Subsaariana. Oito em cada dez crianças aidéticas vivem nesta região. Entre 1990 e 2001, aumentou 10 vezes a proporção dos órfãos da Aids, passando de 3,5% a 32%. O Lesoto, juntamente com Botsuana e Suazilândia, têm o maior aumento do número de órfãos de pais aidéticos. Nestes três países e no Zimbábue, mais de uma criança em cada cinco era órfã em 2010. O empenho da Igreja Católica nesta área é grande, e se ocupa, entre outras coisas, de coordenar a coleta de verbas para projetos diocesanos e locais e de estabelecer novos programas nas áreas mais pobres. A prioridade absoluta é, sobretudo, tutelar o sustento dessas crianças vulneráveis, em especial os atingidos pela AIDS e/ou outras doenças.

## Organização territorial
O catolicismo está presente no território com uma arquidiocese e três dioceses, todas sujeitas à Província Eclesiástica de Maseru:
| Circunscrições eclesiásticas católicas do Lesoto | Circunscrições eclesiásticas católicas do Lesoto | Circunscrições eclesiásticas católicas do Lesoto | Circunscrições eclesiásticas católicas do Lesoto | Circunscrições eclesiásticas católicas do Lesoto |
| Diocese                                          | Ano de ereção                                    | Catedral                                         | Mapa                                             | Ref.                                             |
| ------------------------------------------------ | ------------------------------------------------ | ------------------------------------------------ | ------------------------------------------------ | ------------------------------------------------ |
| Arquidiocese de Maseru                           | 1894                                             | Catedral de Nossa Senhora das Vitórias           |                                                  | [ 14 ]                                           |
| Diocese de Leribe                                | 1952                                             | Catedral de Santa Mônica                         |                                                  | [ 15 ]                                           |
| Diocese de Mohale’s Hoek                         | 1977                                             | Catedral de São Patrício                         |                                                  | [ 16 ]                                           |
| Diocese de Qacha’s Nek                           | 1961                                             | Catedral do Santo Redentor                       |                                                  | [ 17 ]                                           |

## Conferência Episcopal
A reunião dos bispos do país forma a Conferência dos Bispos Católicos do Lesoto, que foi criada em 1972.

## Nunciatura Apostólica
A Nunciatura Apostólica do Lesoto foi criada em 1967, após ser separada da Delegação Apostólica da África Austral.

## Visitas Papais
O país foi visitado pelo Papa São João Paulo II em 1988, juntamente com outros países: Botsuana, Moçambique, Suazilândia e Zimbábue. Em seu discurso de despedida, no Aeroporto de Maseru, o Papa beijou o solo do país e falou palavras em sesotho, o idioma local:
| “ | Querido povo do Lesoto: obrigado pelo amor que demonstraram por mim. Como parte de meu gesto de amor e respeito por vocês, eu beijarei o solo do Lesoto. Eu os carregarei hoje e sempre em meu coração. Que seus lares sejam abençoados com paz e amor. E que o Deus de amor os guarde sempre em seus cuidados. Deus abençoes a todos. Khotso! Pula! Nala! | ” |
|   | — Cerimônia de despedida do Papa São João Paulo II do Lesoto. |   |

## Santos
O país atualmente não tem nenhuma pessoa já canonizada, porém conta com um beato: o Padre José Gérard, conhecido como "o apóstolo do Lesoto". Era natural de Bouxières-aux-Chênes, na França, mas que se dedicou a evangelizar o povo basoto. Dirigiu-se ao país em 1862, e teve um progresso lento. Sua maior preocupação era a atenção aos enfermos e idosos. Apesar das longas distâncias, tinha o hábito de ir a pé ou a cavalo, levando o Santíssimo Sacramento para adoração. Sua profunda devoção a Maria foi absorvida pelos seus primeiros convertidos e desde então a nação foi dedicada ao Imaculado Coração de Maria. José Gérard foi beatificado pelo Papa São João Paulo II em sua visita ao Lesoto, no ano 1988.
| “ | Juntos de Maria e do Beato José Gérard, exulte todo o povo do Lesoto em Deus, nosso Salvador. Sim, todos vocês: jovens e velhos, crianças e pais, trabalhadores e professores, padres e religiosos, os deficientes e os doentes. Louvemos ao Senhor com vozes de gratidão, pois o Todo-Poderoso realizou grandes coisas em nosso favor. Santo é Seu nome! | ” |
|   | — Papa São João Paulo II na cerimônia de beatificação do Padre José Gérard. |   |